# Mihail Georgijevics Puhov
Mihail Georgijevics Puhov, Михаи́л Гео́ргиевич Пу́хов (Tomszk, 1944. január 3. – 1995. január 21.) szovjet-orosz tudományos-fantasztikus író.

## Élete
Apja Georgij Jevgenyjevics Puhov akadémikus volt. A moszkvai Fizikai és Technológiai Kutatóintézetben szerzett diplomát, ezután egy kutatóintézetben dolgozott. Első fantasztikus munkája 1968-ban jelent meg, a novella címe Охотничья экспедиция. 1978-ban jelent meg Терминатор című elbeszélése a Техника – молодёжи című magazinban (4. szám, 59-62. oldal). 1979-től e lap szerkesztőségének tudományos-fantasztikus részlegét vezette. Számos novella szerzője volt. 1985-ben megjósolta a Pluto kizárását a Naprendszer bolygói közül, ez 2006-ban történt meg. Rákban hunyt el.

## Magyarul megjelent művei
- Az építők tüzei (Galaktika 25., 1977; utánközlések: Galaktika 146., 1992 és Galaktika 199., 2006)
- Eltűnt egy űrhajó! (Galaktika 36., 1979)
- Közlékeny humanoid (Galaktika 58., 1985)
- Palindróma (Galaktika 97., 1988)
- Gyöngysor (Galaktika 105., 1989)
- Piramis (Galaktika 109., 1989)
- A Progresszor-akció (Galaktika 141., 1992)
- Életmentés (Galaktika 145., 1992)
- A Egysejtűek útja (Galaktika 240., 2010)
- Terminátor (Galaktika 281., 2013)
- Egy ember, üres fegyvertokkal (Robur 10., 1985)
- „Port Perpetuum” (Robur 11., 1986)
- Ellentámadás (Ház kísértettel című antológia, WorldSF, 1988)

## Fordítás
- Ez a szócikk részben vagy egészben  a(z)   Пухов, Михаил Георгиевич című orosz Wikipédia-szócikk ezen változatának fordításán alapul.  Az eredeti cikk szerkesztőit annak laptörténete sorolja fel. Ez a jelzés csupán a megfogalmazás eredetét és a szerzői jogokat jelzi, nem szolgál a cikkben szereplő információk forrásmegjelöléseként.